# سون (خواننده کره جنوبی)
چوی دونگ-ووک (کره‌ای: 최동욱؛ زادهٔ ۹ نوامبر ۱۹۸۴)، که بیشتر با نام هنری سِوِن (انگلیسی: Se7en; کره‌ای: 세븐) شناخته می‌شود، خواننده اهل کره جنوبی است که در ژاپن، چین و ایالات متحده آمریکا نیز پیشرفت کرده‌است.